# Dietrich von Werthern (Stammvater)
Dietrich von Werthern, auch von Wert(h)erde (* um 1400; † 1470) ist der Stammvater aller heutigen Vertreter der Adelsfamilie von Werthern. Er war Ritter, seit 1452 Besitzer der Herrschaft Wiehe und stand im Dienst der Grafen zu Stolberg. Er darf nicht verwechselt werden mit dem gleichnamigen stolbergischen Kanzler Dietrich von Werthern, seinem Neffen.

## Leben
Er ist der dritte Sohn des Hans von Werthern zu Thalheim († 1437) und der Hedwig Burggräfin von Leisnig.
Dietrich von Werthern kaufte 1452 von Graf Heinrich von Schwarzburg Schloss und Herrschaft Wiehe mit der damit verbundenen Schutzherrschaft über das Kloster Donndorf. 1456 erwarb er Amt und Burg Ebersberg als Pfand von Graf Heinrich zu Stolberg, der es aber schon bald wieder einlöste.
Ende April 1461 unternahm er mit Herzog Wilhelm von Sachsen eine Wallfahrt zum Heiligen Grab nach Jerusalem.
Er war seit dem 1. Juni 1439 mit Elisabeth von Hoym verheiratet. Aus dieser Ehe stammen die Kinder Hans von Werthern und Elisabeth, seit 1460 verheiratet mit Friedrich von Witzleben, Ritter auf Wendelstein.
| Personendaten    | Personendaten                                   |
| ---------------- | ----------------------------------------------- |
| NAME             | Werthern, Dietrich von                          |
| ALTERNATIVNAMEN  | Werterde, Dietrich von; Wertherde, Dietrich von |
| KURZBESCHREIBUNG | Stammvater der Adelsfamilie von Werthern        |
| GEBURTSDATUM     | um 1400                                         |
| STERBEDATUM      | 1470                                            |